# 西鉄バス北九州・香月自動車営業所

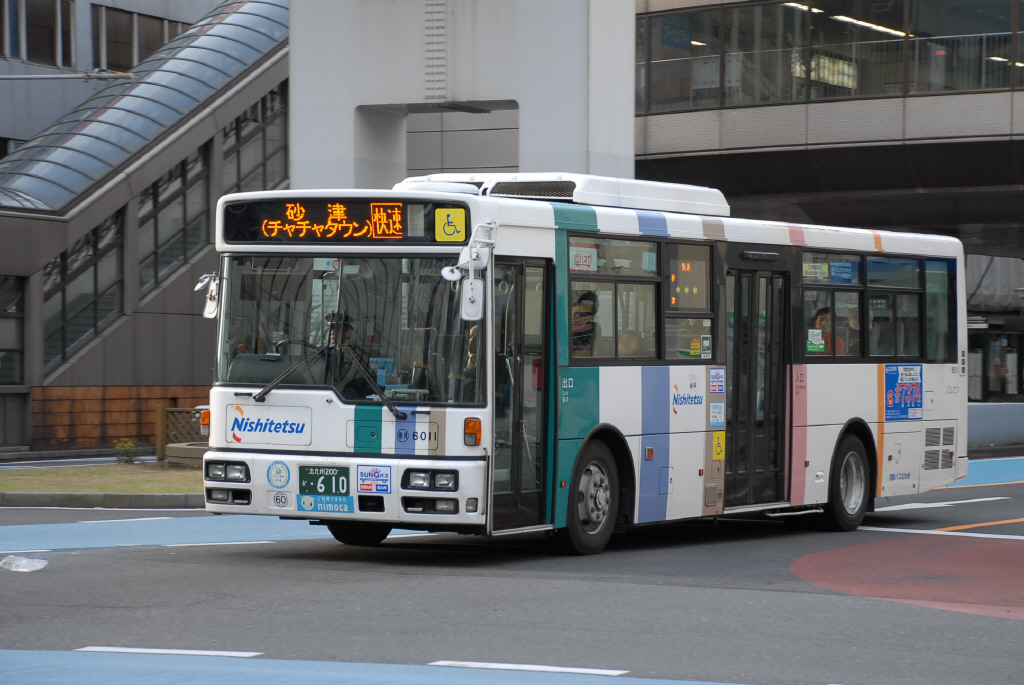
路線車

西鉄バス北九州・香月自動車営業所（にしてつバスきたきゅうしゅう・かつきじどうしゃえいぎょうしょ）は、西鉄バス北九州のバス営業所の一つで、主に西鉄黒崎バスセンターと八幡西区、中間市の各方面の路線を担当する。

## 概要
国鉄香月線の廃止後、その香月駅跡地に1989年8月21日に開設（当初は西鉄北九州営業局管轄）。その後当時の直方交通（後の西鉄バス遠賀）に管理委託され、同社の香月支社となったが、2003年7月1日、西鉄バス事業の抜本再編で西鉄バス遠賀が西鉄バス筑豊に吸収合併された際、中間支社ともども分離され、中間支社を統合した上で西鉄バス北九州管理下に“復帰”した。その後2005年10月1日、もともと西鉄バス北九州の拠点であった小嶺自動車営業所が八幡、香月営業所へ路線譲渡される形で統合、同時に鳴水線は八幡営業所へ移管。これにより、現在は八幡西区西南部における西鉄バスの拠点としての地位を築いている。北九州地区では、中谷営業所、青葉営業所とともに、新人の育成担当として位置づけられていたが今現在は青葉自動車営業所、中谷自動車営業所のみが新人育成営業所になり新人が配属される事はない。
なお、車体に表記される営業所名は、○枠内に「香月」の2文字が入る。これはかつて存在した香椎浜営業所（○枠内に「香」、現在はアイランドシテイ自動車営業所へ統合）、西鉄バス二日市本社（月の浦営業所）（○枠内に「月」）との重複を避けるためと思われる。
2013年、2015年の新製車、転入車（2716・2717・2745・2746・6709・6873の6台）は○「香」表記のものが存在していたが、現在は○「香月」修正されている。
直方交通移管時に「西日本鉄道香月第二自動車営業所」が設けられたが、バス北九州社移管で廃止された。しかし、高速バス「なかま号」が福北ラインに統合された際に管理委託制度が復活し、再び「第二営業所」が設けられた。所属高速バス車両は「西鉄バス北九州」の社名表記が消され、「なかま号」以外の便も担当するようになっていたが2020年3月改正で「なかま号」の廃止により第二営業所は閉鎖された。
営業所はもともと国鉄の駅だったため、営業所の周囲は駅前広場が残ったようになっており、路線によって乗り場が分散している。

## 管轄路線
2024年10月1日現在の路線（太字は終点・始発停留所）

### 小倉 - 黒崎・折尾線
全便がスロープ付大型車での運行。2024年10月5日ダイヤ改正まで、香月運行分は『香月（快速）小倉線』として運用されていた。
- □■ 1・特別快速1（特別快速は砂津～黒崎間下記停留所のみ停車）
  - 砂津 - 小倉駅入口 - 魚町 - 室町・リバーウォーク - 西小倉駅前 - 金田二丁目 - 下到津 - 到津の森公園前 - 七条 - 大蔵 - 中央二丁目 - 八幡駅入口第一 - 陣山 - （→黒崎駅前→） - 西鉄黒崎バスセンター - 皇后崎（西鉄八幡営業所入口） - 陣の原 - 折尾警察署 - 折尾駅
- 無番(黒崎行) / 1(折尾行)
  - 西鉄黒崎バスセンター - 皇后崎（西鉄八幡営業所入口） - 陣の原 - 折尾警察署 - 折尾駅
    - 西鉄北九州線代替路線で、西鉄バス北九州における基幹路線。小倉営業所・八幡営業所と共同運行。2020年3月14日改正で98番廃止により、香月も間合いで日中の便を担当するようになった。
    - 2020年8月1日のダイヤ改正で香月営業所も特快の運用に就くようになった。
    - 2021年10月26日よりクロサキメイト跡地解体に伴い、黒崎駅前バス停の乗降取扱を休止している。同年11月29日より折尾向きのみ再開された。
    - 2023年1月28日ダイヤ改正で黒崎バスセンター～折尾駅の区間運行を新設した。黒崎バスセンター止めは砂津行との混合を避けるため、1番ではなく無番とされている。

- □■ 22
  - 砂津 - 小倉駅バスセンター - 平和通り - 三萩野 - 南小倉駅前 - 歯大前 - 到津の森公園前 - 七条 - 中央二丁目 - 八幡駅入口第一 - 陣山 - （→黒崎駅前→） - 西鉄黒崎バスセンター

朝夕ラッシュ時を中心に市東西を結ぶ幹線ルートのひとつである。小倉営業所・八幡営業所と共同運行であるが、小倉営業所・八幡営業所側では『小倉 - 黒崎線』に組み込まれている。なお、かつてあった産業医科大学系統は香月営業所では担当しなかった。以前は100円周遊バスも快速運用の間合いとして運転され、2009年7月21日のダイヤ改正以降は浅野運行分に加えて香月営業所も担当していたが、100円周遊バスの廃止に伴い運用が無くなった。なお香月営業所は日中に運行されるスペースワールド駅発着23番と北九州パレス発着26番は担当しない。2021年10月26日よりクロサキメイト跡地解体に伴い、黒崎駅前バス停の乗降取扱を休止している。同年11月29日より黒崎行きのみ再開された。
- ■□ 43
  - スピナラソリエ高見店前 -  七条 - 槻田 - 到津の森公園前 - 歯大前 - 南小倉駅前 - 三萩野 - 平和通り - 小倉駅バスセンター - （←浅香通り←/→米町→） - 砂津
    - 22番と同様に小倉営業所・八幡営業所と共同運行で、小倉営業所・八幡営業所側では『小倉 - 黒崎線』に組み込まれている。香月営業所は平日のみ担当している。
    - かつては香月営業所や八幡駅から運行していたが、スピナラソリエ高見店前までに短縮された。短縮後も小倉営業所が数本運行していたが、2023年10月1日ダイヤ改正で廃止され、全便がスピナラソリエ高見店前発着となる。また、同改正から小倉側の発着地が小倉駅バスセンターから砂津へ改められた。
    - スピナラソリエ高見店前到着後、すぐの折り返しとなる。

- ■□ 143（山路ランプ入口→砂津は43）
  - 香月営業所 - 千代四丁目 - 小嶺インター口 - 下上津役 - 引野口 - （黒崎）（都市高速） - 高速皿倉山ケーブル - （都市高速）（山路） - 山路ランプ入口 - 槻田 - 到津の森公園前 - 歯大前 - 南小倉駅前 - 三萩野 - 平和通り - 小倉駅バスセンター - （←浅香通り←/→米町→） - 砂津
    - 八幡高校へ通学する生徒の利用が多く、出庫・入庫による運行のみ。
    - 2015年3月のダイヤ改正により、43番香月営業所発着便に代わって運行される。なお、八幡高校前は経由しない。
    - 2022年1月28日まで、平日朝1便のみ香月営業所→山路ランプ入口系統は山路ランプ入口で降車取扱後青葉車庫に回送される便が存在していた。（ただし、臨時便で山路ランプ入口行きを運行する場合がある。）
    - 上述の43番と同様に、2023年10月1日ダイヤ改正で小倉側の発着地が小倉駅バスセンターから砂津へと改められた。

- ■ 150
  - 砂津 - 小倉駅入口 - 魚町 - 西小倉駅前 - ソレイユホール・ムーブ前 - 大手町 - （大手町）（都市高速） - 高速皿倉山ケーブル - （都市高速）（黒崎） - 黒崎インター引野口 - 沖田西口 - 大平台 - 千代四丁目 - 香月営業所 - 筑鉄香月

150番は当初は2012年3月19日 - 9月28日までの平日のみ運行する試験路線だったが、利用好調につき10月1日より本格運行開始予定であることが発表された。平日・土曜（土曜は2016年3月26日より）のみ運転され、朝は砂津行き、夕は筑鉄香月（2016年3月25日まで香月営業所）行きを運行。2016年ダイヤ改正以前は小倉行きのみ西小倉駅前から97番として、黒崎～戸畑・砂津線として運行していた。2016年3月26日からは香月（快速）小倉線として、2024年10月5日からは小倉 - 黒崎・折尾線として運行している。
- □ 無番
  - 香月営業所 - 筑鉄香月

平日のみの運行。香月営業所発は朝のみ、筑鉄香月発は夕方のみの運行。新延橋は通過するため途中の停留所には停車せず、始発の次が終点となる。全区間の運行時間は約2分で、西鉄バスの全系統中、運行距離と運行時間が最も短い。
- □ 快速
  - 砂津 - 小倉駅前 - 平和通り - 三萩野 - （紫川）（都市高速） - 高速皿倉山ケーブル - （都市高速）（黒崎） - 黒崎インター引野口 - 下上津役 - 小嶺台 - 馬場山 - 星ヶ丘五丁目

香月営業所の送り込みを兼ねて朝夕を中心に運転。当初は筑鉄香月発着便のみだったが、2014年3月のダイヤ改正で星ヶ丘五丁目発着便が新設され、当初は平日のみだったが同年10月改正による増便で土休日の運行も開始した。さらに2016年3月のダイヤ改正で筑鉄香月発着便が廃止され、星ヶ丘五丁目発着便のみとなる。

### 小嶺 - 戸畑・若松線
小嶺車庫止の便は、戸畑・若松・ジアウトレット北九州発の便に設定。香月営業所発着は出入便で運転される。小嶺車庫・八幡駅発着のみ戸畑営業所と共同運行。2016年3月のダイヤ改正より、香月・小嶺発着の便はスペースワールド駅行きがメインとなるが、朝夜を中心に今まで通り香月・小嶺～戸畑・若松の直通便も運行される。
- □ 40
  - 香月営業所 - 千代四丁目 - 小嶺車庫 - 町上津役 - 馬場 - 黒崎インター引野口 - 幸神 - ホテルクラウンパレス北九州 - 国道東曲里町 - 西鉄黒崎バスセンター - 熊手四ツ角 - 久喜町 - 祇園三丁目 - 天神町 - 中央三丁目 - 七条 - 鞘ヶ谷社宅前 - 天籟寺 - 戸畑区役所 - 浅生市場前 - 戸畑駅 - 幸町 - 製鉄飛幡門
  - 香月営業所 - 千代四丁目 - 小嶺車庫  - （この間上記と同じ） - 中央三丁目 - 七条 - 鞘ヶ谷社宅前 - 天籟寺 - 戸畑区役所 - 浅生市場前 - 戸畑駅 - 幸町 - 大橋通り→若松駅
  - 八幡駅 - 天神町 - 中央三丁目 - 七条 - 鞘ケ谷社宅前 - 天籟寺 - 戸畑区役所 - 浅生市場前 - 戸畑駅 - 幸町 - 製鉄飛幡門
  - 八幡駅 - 天神町 - 中央三丁目 - 七条 - 鞘ケ谷社宅前 - 天籟寺 - 戸畑区役所 - 浅生市場前 - 戸畑駅 - 幸町 - 大橋通り→若松駅
    - かつては戸畑駅北口や戸畑渡場発着便もあったが、2009年7月再編で廃止となった。また区間運行便も多く猪倉、中央三丁目発着もあったが、いずれも廃止された。
    - 香月営業所発の便で平日朝のみ、渋滞回避のため熊西局前を通過する便が設定されている。
- □ 41（中央三丁目→小嶺車庫・香月営業所は40）
  - 香月営業所 - 千代四丁目 - 小嶺車庫 - 町上津役 - 馬場 - 黒崎インター引野口 - 幸神 - ホテルクラウンパレス北九州 - 国道東曲里町 - 西鉄黒崎バスセンター - 熊手四ツ角 - 久喜町 - 祇園三丁目 - 天神町 - 中央三丁目 - （←イオンモール八幡東←）スペースワールド駅 - ジアウトレット北九州
    - 2022年1月のダイヤ改正よりスペースワールド駅発着のみ41番に改番された。運用の都合上、車両を入れ替える際に八幡駅～ジアウトレット北九州での回送がある。
    - 41番については2022年4月26日にスペースワールド駅から同日開業したTHE OUTLET KITAKYUSHU(ジアウトレット北九州)へ延伸。[2]
    - 40番同様、平日朝のみ渋滞回避のため熊西局前を通過する便が設定されている。

### 馬場山～大平線・茶屋の原線
もともとは別個の路線であったが、路線再編で統合された。八幡西区南部より黒崎へ向かう、香月営業所の中心路線である。
75番と53番は基本的に黒崎をループすることで連続運行しており、黒崎方面の国道東曲里町を通過した後に次の系統に変更される。
50番については、小嶺車庫から香月営業所（朝夜のみ）・筑鉄香月へ向かう。2023年1月28日ダイヤ改正で小嶺車庫～黒崎間の運行が平日朝に上り3便、土休日夜に下り1便と大幅に縮小された。さらに2023年10月1日ダイヤ改正で小嶺車庫〜香月営業所・筑鉄香月系統の運用が茶屋の原線として分離し、小型車での運行となる。
53番については、西鉄黒崎バスセンターから国道211号線を経由し、馬場山（平日のみ）・星ヶ丘五丁目・イオンモール直方へ向かう。なお、星ヶ丘五丁目行きは朝夜のみ、イオンモール直方行きは日中のみの運行である。また、イオンモール直方・星ヶ丘五丁目発着便は星ヶ丘五丁目折り返し場で待機し、出入庫便は香月営業所より回送される。
75番については、西鉄黒崎バスセンターから国道200号線を経由し、香月営業所へ向かう。
76番は、かつて73番のJCHO九州病院経由に代わり2010年4月1日のダイヤ改正で新設。日中のみ運転されたが（西鉄黒崎バスセンター - JCHO九州病院の区間便を含む）、2021年10月1日より平日朝の黒崎行きのみの運行となった。
- □■ 50（馬場山入口→国道東曲里町は53）
  - 筑鉄香月 → 香月営業所 - 茶屋の原団地 - 馬場山 - 小嶺台 - 下上津役 - 引野口 - 国道東曲里町 - 黒崎ループ - 53、75番へ
- □■ 53
  - イオンモール直方- 星ヶ丘五丁目 - 馬場山 - 小嶺台 - 下上津役 - 引野口 - 国道東曲里町 - 黒崎ループ - 50、53、75番へ
- □■ 75
  - 香月営業所 - 千代四丁目 - 大平台 - 沖田西口 - 名前谷橋 - 養福寺裏 - 引野口 - 京良城 - 幸神 - ホテルクラウンパレス北九州 - 国道東曲里町 - 黒崎ループ - 50、53、75番へ
- ■ 76（JCHO九州病院では無番、熊手四ツ角から50、53番へ）
  - 香月営業所→千代四丁目→大平台→下上津役→引野口→幸神→JCHO九州病院→黒崎ループ→50、53番へ

黒崎ループの停車停留所
国道東曲里町→熊手四ッ角→黒崎駅前ふれあい通り→西鉄黒崎バスセンター→熊西局前→国道東曲里町
JCHO九州病院→熊手四ッ角→黒崎駅前ふれあい通り→西鉄黒崎バスセンター→熊西局前→国道東曲里町
- 50
  - 筑鉄香月 - 香月営業所 - 茶屋の原団地 - 馬場山 - 小嶺台 - 小嶺車庫
    - 2023年1月28日ダイヤ改正で50番を区間短縮するかたちで新設。これにより黒崎への直通が数便を除いて無くなった。香月営業所始発の小嶺車庫行もあるが、逆はない。
    - 小嶺車庫行に関しては馬場山入口でも53番に変わらず、終点小嶺車庫まで50番として運行される。
    - 2023年10月1日ダイヤ改正から小型車で運行されている。

### 竹末線
- ■□ 57
  - 西鉄黒崎バスセンター→熊手四ツ角→国道東曲里町→ホテルクラウンパレス北九州→南王子→竹末→若葉二丁目→的場町→北九州ハイツ→永犬丸→筑鉄今池→若葉一丁目→竹末→南王子→ホテルクラウンパレス北九州→国道東曲里町→熊手四ツ角→西鉄黒崎バスセンター
  - 西鉄黒崎バスセンター - 熊手四ツ角 - 国道東曲里町 - ホテルクラウンパレス北九州 - 南王子 - 竹末 - 若葉一丁目 - 筑鉄今池 - 永犬丸 - 沖田中学校 - 大平台 - 千代四丁目 - 香月営業所
  - 西鉄黒崎バスセンター - 熊手四ツ角 - 国道東曲里町 - ホテルクラウンパレス北九州 - 南王子 - 竹末 - 穴生小学校前 - 八幡営業所
    - 2023年10月1日ダイヤ改正で従来の小嶺車庫発着と北九州ハイツ発着を統合した黒崎〜永犬丸ループが新設され、これを主体とした運行体系に改められた。また、同改正より八幡営業所との共同運行となった。
    - 大半は黒崎〜永犬丸のループだが、一部は八幡営業所や出入便で香月営業所発着が運転される。かつては若葉一丁目や小嶺車庫、北九州ハイツ発着があった。小型車を使用し、永犬丸でループする。
    - 2014年の改正から八幡営業所の旅客向け案内を穴生営業所から正式名称の八幡営業所に変更している。

### 則松循環線
- ■□ 74
  - 香月営業所 - 大辻 - 筑鉄中間 - 犬王 - 鷹見台三丁目 - 泉ヶ浦三丁目 - 則松中学校前 - 折尾駅 - 学園大通り - 九州女子大前 - 大浦三丁目 - 西門前 - 産業医科大学病院
  - 黒崎インター引野口 - 養福寺 - 養福寺裏 - 永犬丸 - 鷹見台三丁目 - 泉ヶ浦三丁目 - 則松中学校前 - 折尾駅 - 学園大通り - 九州女子大前 - 大浦三丁目 - 西門前 - 産業医科大学病院
- ■□ 74-1（西鉄黒崎バスセンター - JCHO九州病院前 - 西鉄黒崎バスセンター間は無番）
  - 香月営業所 - 大辻 - 筑鉄中間 - 犬王 - 鷹見台三丁目 - 泉ヶ浦三丁目 - 則松 - 皇后崎（西鉄八幡営業所入口） - 西鉄黒崎バスセンター←熊手四ツ角←JCHO九州病院前←熊手四ツ角←西鉄黒崎バスセンター
  - 西鉄黒崎バスセンター→熊手四ツ角→JCHO九州病院前→熊手四ツ角→西鉄黒崎バスセンター→皇后崎（西鉄八幡営業所入口）→陣の原三叉路→則松→泉ヶ浦三丁目→鷹見台三丁目→永犬丸→養福寺裏→養福寺→黒崎インター引野口→養福寺→養福寺裏→永犬丸→鷹見台三丁目→泉ヶ浦三丁目→則松→陣の原三叉路→皇后崎（西鉄八幡営業所入口）→西鉄黒崎バスセンター
    - かつて黒崎地区は、2009年7月まで国道200号線経由（西鉄黒崎バスセンター - ふれあい通り - 幸神 - 黒崎インター引野口 - 養福寺 - 永犬丸）と、国道3号線・則松経由（西鉄黒崎バスセンター発着かバスターミナル到着 - 熊西二丁目 - 穴生橋）とが複雑に存在したが、ダイヤ改正以降は200号線経由を止め（引野口まで）、全て3号線経由に一本化した。また折り返し起点についても熊手四ツ角に変更された。熊手四ツ角から黒崎バスターミナル（バス待機所）までは回送で送られる。
    - 黒崎インター引野口方面は引野一丁目から番号が変わり、西鉄黒崎バスセンターまたは産業医科大学病院行きとして運転される。
    - 2012年のダイヤ改正で折尾駅西口（現 産業医科大学病院）系統を74番、泉ヶ浦経由を74-1番、宮の谷経由を74-2番に変更している。宮の谷経由は2024年4月1日に廃止された。
    - 2021年10月1日より折尾駅から産業医科大学病院へ延伸、熊手四つ角発着から西鉄黒崎バスセンター発着の他、74-1番は循環運行の他、黒崎インター引野口起終点となった。また、76番のJCHO九州病院経由香月営業所系統が平日朝のみとなり、日中のJCHO九州病院発着の区間便がこの路線で受け持っている。さらに、スロープ付き中型車の他に、小型車も使用されるようになったが、2024年4月1日から再び全便がスロープ付き中型車で運用されるようになった。
    - 朝の引野口発の一部の便については、西黒崎から国道200号経由で回送で送られる。

### 折尾 - 小嶺線
- □ 77
  - 香月営業所 - 千代四丁目 - 小嶺車庫 - 町上津役 - 下上津役 - 沖田中学校 - 永犬丸 - 八幡南郵便局 - 則松四丁目 - 折尾駅 - 学園大通り - 九州女子大前 - 大浦三丁目 - 西門前 - 産業医科大学病院 - 本城西団地 - 学研都市ひびきの

- □ 快速77（下線区間は直行）
  - 香月営業所←千代四丁目←小嶺車庫 - 町上津役 - 下上津役 - 沖田中学校 - 永犬丸 - 八幡南郵便局 - 則松四丁目 - 折尾駅 - 学園大通り - 九州女子大前 - 大浦三丁目 - 西門前 - 産業医科大学病院入口 - 本城西団地 - 学研都市ひびきの
    - 2008年3月24日に運行開始。運行開始前まで、八幡西区南部から学校が多く存在する折尾までは一旦、JR黒崎駅までバスで向かい、その後鹿児島本線で折尾まで向かわなければならなかった。運行開始後は、朝の通学ラッシュ時間を中心に臨時便や続行便を運転するほどの路線となり、何度もダイヤ改正を行うこととなる。
    - 当初は折尾車庫発着のみだったが、2009年7月21日に本城西団地発着が設定された。両ルートは原則、交互で運行されるが正月ダイヤでは本城西団地発着が多く設定される。平日朝は折尾付近の通学対策として臨時便が本城西団地行きのみ運転される。香月営業所発着は出入便程度のため本数が少ない（大半は小嶺車庫で折り返し）。
    - 主にノンステップ大型車が使用される。
    - 2021年1月のダイヤ改正により折尾車庫発着系統が廃止され、香月営業所発折尾駅西口（現：折尾駅）行と折尾駅西口発小嶺車庫行、新たに産業医科大学病院起終点系統と本城西団地起終点が学研都市ひびきの起終点へ延伸された。また平日のみ学研都市ひびきの始発小嶺車庫・香月営業所行快速77が新設された。ただし産業医科大学病院へは乗り入れないだけで西鉄標柱の各停留所に停車する。並行区間のうち北九州市営バスが停車する光貞小学校前、浅川学園台、小池学園前、ひびきの西、ひびきの南、ひびきの教員宿舎前は普通・快速ともに通過。
    - 2021年10月のダイヤ改正により香月営業所発折尾駅西口行と折尾駅西口発小嶺車庫行も産業医科大学病院発着となった。
    - 2023年10月1日ダイヤ改正で夕方以降の学研都市ひびきの行が快速77に変更された。

### 中間線
2008年度いっぱいで水巻町経由の2系統は廃止。存廃の検討が進む北九州市交通局に“逆譲渡”。
2009年4月再編の際、廃止2系統の残存区間を統合して67番を新設。便数を削減するとともに中間市からの赤字補填を条件に運行継続。現在も、地域間幹線系統として、国・福岡県の補助を受けている。
- □ 61
  - 香月営業所 - 大辻 - 筑鉄中間 - 鳥森 - JR中間駅前 - 中間ハーモニーホール - 犬王 - 通谷電停 - 通谷団地口 - 通谷二区 - 塔野口 - 中間南小学校前 - 中間高校下 - 深坂口 - 池田町 - 筑鉄中間
- □ 67
  - 香月営業所 - 大辻 - 筑鉄中間 - 昭和町 - 中間駅西口 - 中鶴団地 - 中鶴北部 - 中鶴四丁目 - 岩瀬西町 - JR中間駅前 - 中間ハーモニーホール - 犬王 - 通谷電停 - 通谷団地口 - 通谷二区 - 塔野口 - 中間南小学校前 - 中間高校下 - 深坂口 - 池田町 - 筑鉄中間

## 過去の路線

### 香月（快速）小倉線
- 100円周遊バス

■内回り
小倉駅バスセンター→銀天街入口→魚町→室町・リバーウォーク→西小倉駅→八坂神社前→小倉城・松本清張記念館前→勝山公園入口→九州厚生年金会館・ムーブ前→大手町→公団大手町住宅前→小倉北区役所前→【曜日別】→平和通り→小倉駅バスセンター
■外回り
小倉駅バスセンター→平和通り→【曜日別】→小倉北区役所前→公団大手町住宅前→大手町→九州厚生年金会館・ムーブ前→勝山公園入口→小倉城・松本清張記念館前→八坂神社前→西小倉駅→西小倉駅前→室町・リバーウォーク→勝山橋→魚町→小倉駅バスセンター
曜日別の運行ルートは以下の通り。
平日
小倉北区役所前 - 紫川鉄の橋 - 市立医療センター前 - 紺屋町 - 平和通り
土日祝日
小倉北区役所前 - 北九州市役所前 - 旦過橋クエスト前 - 平和通り
- 22番に同じく快速運用の間合いで2007年7月21日より西鉄バス北九州浅野営業所と共に運行されていたが採算がとれず2011年3月31日をもって廃止となった。

2010年3月以降大規模な路線整理実施（西鉄が同年2月26日発表）。これは、バス事業のリストラによる。また、太字停留所はその停留所始発終着便があることを示す。
- ■□ 98
  - 砂津 - 小倉駅入口 - 魚町 - 西小倉駅前 - 中原 - 花園町 - 牧山 - 枝光 - 中央三丁目 - 中央二丁目

98番は快速運用の間合いとして日中に運転され、中央二丁目到着後は折り返しまでスペースワールド駅へ回送されて待機する。かつては90番の代替として砂津～中原～枝光～中央三丁目～陣山～黒崎～香月営業所を運転していた。2020年3月14日改正で廃止され、日中の間合い運用は1番に変更された。

### なかま号

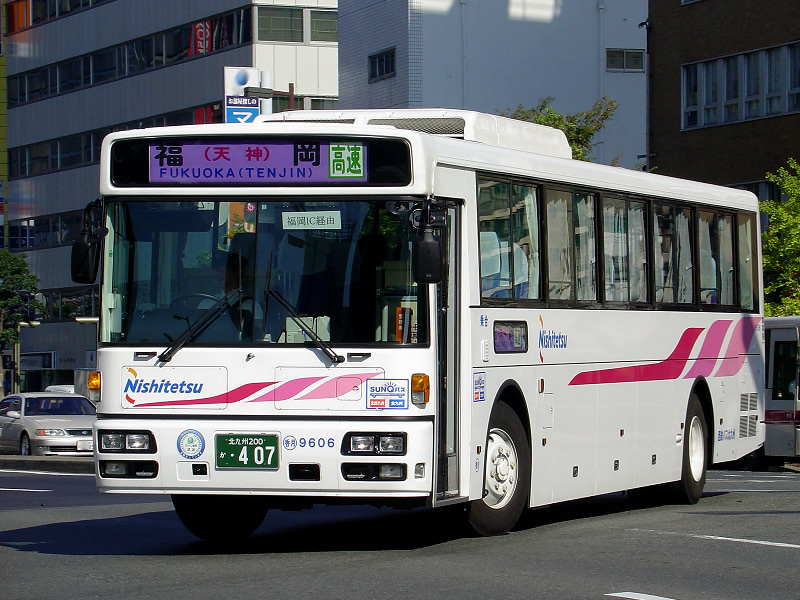
旧・福岡（高速）中間線 （2007年撮影）

もともとは「中間（高速）福岡線」として西鉄バス北九州運行の単独路線で運行されていたが、2013年4月1日のダイヤ改正より経路変更の上「なかま号」の愛称が付き、福岡 - 北九州線に組み込まれた。西日本鉄道本体が路線の運行事業者となるが、なかま号に関しては運行業務を西鉄バス北九州香月自営に管理委託を行っている。同線他系統は西鉄博多自営と西鉄バス北九州北九州高速自動車営業所にて運行。
- 利用客の伸び悩みと乗務員不足等が重なり2020年3月13日を持って運行を終了した。代替路線として香月営業所から千代四丁目まで、なかま号と同じルート・停留所を結ぶ「Ｎ番」が新設されたが、こちらも利用客の伸び悩み2021年3月31日に廃止となった。

### 直方（中間経由）線
- 60
  - 筑鉄中間 - 新手 - 垣生 -  今村 - 中島橋 - 直方

かつては黒崎 - 折尾 - 大膳橋 - 垣生 - 直方を結ぶ長距離路線で、八幡・直方の両営業所が担当していたが、香月営業所設立後のほんの一時期に香月担当分が存在した。大半の区間が人口の希薄な遠賀川の堤防上を走行する上、筑豊本線とほとんど併走する路線のため乗客は少なく、1989年頃には1日1本のみの運行となっていた。1990年代初頭に廃止。

### 中間線
- 61
  - 黒崎バスセンター - 皇后崎 - 則松 - 頃末 - 大膳橋 - 中間駅西口 - 新手 - 犬王 - 中間営業所 - JR中間駅
  - 折尾車庫 - 折尾 - 日吉台 - 頃末 - 大膳橋 - 中間駅西口 - 新手 - 犬王 - 中間営業所 - JR中間駅（太字が停留所そのものが廃止された区間）

かつての中間地区の基幹路線。通谷経由と宮林経由が存在した。宮林経由はほとんど運行されなくなっていたが中間営業所の廃止に伴う74番の香月延伸により増便されている。

1990年初頭までは折尾車庫発着は15 - 30分に1本の運行だったのに対し、黒崎発着便は1日6 - 7本程度と少なかった。赤字による中間線の廃止検討の中で、2009年3月31日をもって一部区間の廃止と路線の分断、再編された。水巻町は北九州市営バスへの運行会社変更を行った上で水巻駅南口や公共施設を循環する路線バスとして再編、中間市内の区間も、筑鉄中間を中心とした循環系統となっている。2000年代初頭の時点でJR中間駅発着系統と中間営業所止まりの便が半分ずつくらいの運行であった。
- 62
  - 折尾車庫 - 折尾 - 日吉台 - 頃末 - 大膳橋 - 中間駅西口 - 新手 - 道元 - 岩崎 - 香月営業所（太字が停留所そのものが廃止された区間）

香月営業所の設立以前から存在していたが、1日2本程度の運行と本数はごく僅かだった。筑鉄中間 - 新手 - 道元 - 岩崎 - 香月営業所の区間便も存在した。なお、国鉄香月線があった時代は「香月駅」行きと称していた。
- 63
  - 折尾車庫 - 折尾 - 日吉台 - 頃末 - 水巻駅 - 二（ふた）地区 - 中鶴 - 中間駅西口 - 新手 - 筑鉄中間 - 小田ヶ浦 - 中間高校下 - 塔野口 - 通谷電停 - 犬王 - 中間営業所 - JR中間駅（太字が停留所そのものが廃止された区間）

昭和50年代初頭までは中鶴団地付近の道路が未整備だったこともあり、中鶴北部までの運行だった。八幡営業所が担当していた時期もあり、穴生発着便も存在した。
- 64
  - 折尾車庫 - 折尾 - 日吉台 - 頃末 - 大膳橋 - 中間駅西口 - 新手 - 徳若 - 筑鉄中間 - 西小田ヶ浦 - 大辻 - 新延橋 - 香月営業所（太字が停留所そのものが廃止された区間）

国鉄香月線代替バスとして設定された路線で、中間ローカル線では比較的新しい部類に入る。設立当初は1時間に1本以上の便が確保されていたが、次第に減便されていった。
- 65
  - 折尾車庫 - 折尾 - 日吉台 - 頃末 - 遠賀保育所 - 大膳橋 - 中間駅西口 - 新手 - 犬王 - 中間営業所 - JR中間駅（太字が停留所そのものが廃止された区間）

他の路線が頃末 - 吉田団地 - 大膳橋というルートを経由するのに対し、頃末 - 遠賀保育所 - 大膳橋を経由していた。63番水巻駅発着との連続運行を行っていた時期もある。ただ、本数は1日に2本程度と極く少なかった。なお、遠賀川駅 - 古月 - 室木を結ぶ国鉄室木線代替バスも65番を名乗っていた。

### 中山線
- 69
  - 折尾車庫 - 折尾 - 日吉台 - 頃末 - 大膳橋 - 中間駅西口 - 新手 - 垣生 - 砂山口（太字が停留所そのものが廃止された区間）

通常の69番は直方営業所の担当だが、1日1本のみ折尾車庫発で砂山口止めの便が存在していた。

### 直方（香月経由）線
- 70
  - 黒崎バスセンター - 引野口 - 小嶺台 - 石坂 - 上香月 - 楠橋 - 木屋瀬四角 - 中島橋 - 直方

黒崎と直方を結んでいた長距離路線だが、同区間を国道200号線経由で結ぶ急行とは異なり、小嶺台 - 木屋瀬四角の区間および直方市内の中島橋 - 天神橋の区間で旧道の狭隘区間を走っていた。特に楠橋付近の経路が複雑だった。後に黒崎 - 香月営業所に路線を短縮された上、廃止された。

### 馬場山～大平線
- ■□53
  - 西鉄黒崎バスセンター→八幡西区役所→引野口→下上津役→小嶺車庫→小嶺台→馬場山→楠橋→香月営業所
楠橋経由は香月営業所行きのみで休日限定運行だったが、2009年7月再編で廃止となった。
- ■□76
  - 香月営業所→千代四丁目→大平台→下上津役→引野口→幸神→国道東曲里町→熊手四ツ角→西鉄黒崎バスセンター→国道東曲里町→幸神→引野口→下上津役→大平台→千代四丁目→香月営業所
本数が少なく、国道東曲里町経由便は平日朝1往復、土日祝は朝2往復のみの運行でループ運行を実施していたが、2021年9月30日をもって廃止となった。
- ■□153
  - 西鉄黒崎バスセンター - 八幡西区役所 - 引野口 - （都市高速） - 小嶺インター口 - 小嶺台 - 馬場山 - 金剛 - 星ヶ丘五丁目
  - 引野口から小嶺インター口を都市高速経由で運行する路線だったが、廃止された。このときはまだイオンモール直方ができていなかったため星ヶ丘五丁目までだった。

### 竹末線
- ■□ 57
- 2023年10月1日ダイヤ改正までは大半は若葉一丁目経由小嶺車庫発着だが、一部は八幡営業所や北九州ハイツ発着、出入便で香月営業所発着が運転。全便中型車を使用し、黒崎駅バスターミナルでループしていた。
  - 黒崎駅バスターミナル - （現行経路：黒崎駅前ふれあい通り - 永犬丸） - 沖田中学校 - 下上津役 - 町上津役 - 小嶺車庫
  - 黒崎駅バスターミナル - （現行経路：黒崎駅前ふれあい通り - 八幡営業所・香月営業所）
    - 上述のダイヤ改正で小嶺車庫系統が廃止され、黒崎側の停車地が黒崎駅バスターミナルから全便西鉄黒崎バスセンターに改められた。

### 香月線
- 71
  - 黒崎バスセンター - 引野口 - 小嶺台 - 石坂 - 上香月 - 香月営業所 - 筑鉄香月

70番の区間便的な役割を担っていたが、70番に統合されるかたちで消滅した。

- 72
  - 黒崎バスセンターー引野口ー小嶺台ー香月東口ー畑観音

### 則松循環線・宮の谷線
- ■□ 74（折尾駅西口 - 鷹見台三丁目 - 引野一丁目） / 74-1（引野一丁目 - 鷹見台三丁目 - 熊手四ツ角）
  - 折尾駅西口 - 則松中学校前 - 泉ヶ浦三丁目 - 鷹見台三丁目 - 永犬丸 - 養福寺裏 - 養福寺 - 黒崎インター引野口 - 養福寺 - 養福寺裏 - 永犬丸 - 鷹見台三丁目 - 泉ヶ浦三丁目 - 則松 - 陣の原三叉路 - 皇后崎（西鉄八幡営業所入口） - 西鉄黒崎バスセンター - 熊手四ツ角
- ■□ 74-1（熊手四ツ角 - 鷹見台三丁目 - 引野一丁目） / 74-2（引野一丁目 - 宮の谷 - 熊手四ツ角）
  - 熊手四ツ角 - 西鉄黒崎バスセンター - 皇后崎（西鉄八幡営業所入口） - 陣の原三叉路 - 則松 - 泉ヶ浦三丁目 - 鷹見台三丁目 - 永犬丸 - 養福寺裏 - 養福寺 - 黒崎インター引野口 - 養福寺 - 養福寺裏 - 永犬丸 - 宮の谷 - 宮の下 - 則松 - 陣の原三叉路 - 皇后崎（西鉄八幡営業所入口） - 西鉄黒崎バスセンター - 熊手四ツ角
    - 2021年10月1日より一部系統を除き、循環運転から黒崎インター引野口起終点となった。他の系統でも熊手四ツ角から西鉄黒崎バスセンター発着となっている。
- ■□ 74-2
  - 香月営業所 - 大辻 - 筑鉄中間 - 犬王 - 永犬丸 - 宮の谷 - 則松 - 陣の原三叉路 - 皇后崎（西鉄八幡営業所入口） - 西鉄黒崎バスセンター
  - 西鉄黒崎バスセンター→皇后崎（西鉄八幡営業所入口）→陣の原三叉路→則松→宮の下→宮の谷→永犬丸→養福寺裏→養福寺→黒崎インター引野口→養福寺→養福寺裏→永犬丸→宮の谷→宮の下→則松→陣の原三叉路→皇后崎（西鉄八幡営業所入口）→西鉄黒崎バスセンター
    - 宮の谷経由。2021年10月1日より宮の谷線として分離し、小型車運用に変わった。そして2024年4月1日に74-2は廃止された。[4]

### 三ヶ森線
- ■□77
  - 西鉄黒崎バスセンター - 八幡西区役所 - 引野口 - 養福寺 - 筑鉄永犬丸 - 三ヶ森 - 大平 - 千代四丁目 - 香月営業所

現行の77番とは別系統。75・76番の派生系統として設定されたが、すぐ廃止された。

### 青葉 - 黒崎線
- 43
  - 香月営業所 - 小嶺インター - 小嶺車庫 - 引野口 - 西鉄黒崎バスセンター - 祇園三丁目 - 八幡駅 - 中央二丁目 - 七条 - 八幡高校 - 槻田 - 到津の森公園 - 三萩野 - 小倉駅バスセンター - 浅野
  - 八幡駅 - 中央二丁目 - 七条 - 槻田 - 到津の森公園前 - 歯大前 - 南小倉駅前 - 三萩野 - 平和通り - 小倉駅バスセンター - 浅野
  - スペースワールド駅 - イオンモール八幡東 - 中央三丁目 - 七条 - 槻田 - 到津の森公園前 - 歯大前 - 南小倉駅前 - 三萩野 - 平和通り - 小倉駅バスセンター - 小倉記念病院
  - 香月営業所 - 小嶺インター - 小嶺車庫 - 引野口 - 西鉄黒崎バスセンター - 祇園三丁目 - 八幡駅 - 中央二丁目 - 七条 - 八幡高校 - 槻田 - 到津の森公園 - 三萩野 - 小倉駅バスセンター - 大門 - 西小倉駅前 - 魚町 - 青葉車庫・小倉記念病院
  - 2014年4月27日に浅野から青葉車庫発着へと改正された。香月営業所発着便は2015年3月14日から都市高速を経由する143番に切り替えられた。
  - 八幡駅 - 中央二丁目 - 七条 - 槻田 - 到津の森公園前 - 歯大前 - 南小倉駅前 - 三萩野 - 平和通り - 小倉駅バスセンター - 魚町 - 青葉車庫
  - 八幡駅 - 中央二丁目 - 七条 - 槻田 - 到津の森公園前 - 歯大前 - 南小倉駅前 - 三萩野 - 平和通り - 小倉駅バスセンター - 小倉記念病院（平日のみ設定）
  - （43番:現行路線 スピナラソリエ高見店前 - 小倉駅バスセンター） - 青葉車庫・小倉記念病院

以前はスペースワールド駅・香月営業所（一部は八幡高校経由）・黒崎バスセンター発着便も設定されていたが、2020年3月14日ダイヤ改正で八幡駅発着は平日朝のみ、その他はスピナラソリエ高見店前発着となった。（八幡駅発着便は青葉営業所が担当）
- 46
  - 青葉車庫 - 大門 - 西小倉駅前 - 魚町 - 小倉駅バスセンター - 平和通り - 三萩野 - 木町 - 南小倉駅前 - 歯大前 - 到津の森公園前 - 槻田 - 山路ランプ入口 - 八幡高校前 - 八幡東ニュータウン第一
  - 2015年3月のダイヤ改正によってできた新系統。2021年3月13日改正で青葉営業所の単独運用となった。

- 143（香月営業所発は山路ランプ入口から43番として運行）
  - （143番:現行路線 香月営業所→小倉駅バスセンター）→小倉記念病院（平日のみ設定）
  - （143番:現行路線 香月営業所 - 小倉駅バスセンター） - 魚町 - 青葉車庫

2021年3月13日に小倉記念病院発着、2022年1月29日に青葉車庫発着が廃止され、全便小倉駅バスセンター発着となった。

### 黒崎 - 戸畑・砂津線
- ■□ 91
  - （現行路線：91番 砂津 - 西鉄黒崎バスセンター） - ホテルクラウンパレス北九州 - 黒崎インター引野口 - 下上津役 - 小嶺車庫 - 小嶺インター口 - 千代四丁目 - 香月営業所
- ■□ 97
  - 砂津 - 小倉駅入口 - 魚町 - 西小倉駅前 - 小倉高校下 - 中井口 - 幸町 - 牧山 - 枝光 - 中央三丁目 - 中央二丁目 - （←八幡東消防署前←） - 帆柱二丁目 - 祇園三丁目 - 久喜町 - 熊手四ツ角 - 西鉄黒崎バスセンター - ホテルクラウンパレス北九州 - 黒崎インター引野口 - 下上津役 - 小嶺車庫 - 小嶺インター口 - 千代四丁目 - 香月営業所
- ■□ 98
  - （現行路線：98番 砂津 - 中央二丁目） - 八幡駅入口第一 - 陣山 - 西鉄黒崎バスセンター - ホテルクラウンパレス北九州 - 黒崎インター引野口 - 下上津役 - 小嶺車庫 - 小嶺インター口 - 千代四丁目 - 香月営業所

小倉営業所・八幡営業所と共同運行（香月営業所発着は香月のみ担当）。香月営業所発着は出入便のため本数が少なかった。98番は中井口経由だった90番のルート変更で2013年3月に登場した。
2016年3月26日のダイヤ改正で、91番は香月営業所発着便の廃止により担当から外れ、97番は全廃、98番は香月営業所 - 中央二丁目間が廃止され、小倉（中原）戸畑線に組み込まれたが、香月（快速）小倉線の間合いで運行している。

### 大谷線
2016年3月のダイヤ改正で香月営業所発着便が廃止され、運用から外れた。全便が中型車での運行であった。
- □ 42
  - 西鉄黒崎バスセンター - 熊手四ツ角 - 久喜町 - 祇園三丁目 - 花尾町 - 帆柱登山口 - 八幡東消防署前 - 中央二丁目 - 中央三丁目 - 枝光 - 東大谷 - 椎ノ木町 - 天籟寺 - 戸畑区役所 - 浅生通り - 浅生市場前 - 戸畑駅 - 幸町 - 八幡製鉄所総合センター
  - 八幡駅 - 祇園三丁目 - 花尾町 - 帆柱登山口 - 八幡東消防署前 - 中央二丁目 - 中央三丁目 - 枝光 - 東大谷 - 椎ノ木町 - 天籟寺 - 戸畑区役所 - 浅生通り - 浅生市場前 - 戸畑駅 - 幸町 - 八幡製鉄所総合センター

戸畑営業所と共同運行。大半は黒崎発着だが、一部は八幡駅発着。枝光 - 椎ノ木町付近は西鉄バスでは珍しい狭隘路線となる。そのため全便中型車で運転される。以前は出入庫便は香月営業所から馬場経由で西鉄黒崎バスセンターまで運行していたが、区間廃止された。
- □ 44
  - 猪倉 - 中畑 - 七条 - 荒生田公園下 - 大蔵 - 諏訪二丁目・美術館北口 - 東大谷 - 大谷通り - 天籟寺 - 戸畑区役所 - 浅生通り - 浅生市場前 - 戸畑駅 - 幸町 - 八幡製鉄所総合センター

戸畑営業所と共同運行。香月も数本だが42番の間合いで運転している。八幡高校経由は担当しない。こちらも全便中型車で運転される。

### 香月（中間）千代線
2021年4月のダイヤ改正で廃止された。
- N
  - 香月営業所～岩崎～中間三丁目～JR中間駅前～中間ハーモニーホール前～通谷電停～通谷団地口～塔野口～千代四丁目

令和2（2020）年3月14日のダイヤ改正で高速なかま号廃止に伴い代替路線として新設された路線である。香月営業所から塔野口については千代四丁目行きは乗車のみ、香月営業所行きは降車のみとなっており、同区間内のみでの利用はできない。中型車が使用される。千代四丁目到着後は明治町団地経由で香月営業所まで回送される。

## 車両
路線車
- 大型車は日産ディーゼルと三菱ふそうといすゞの配置。2010年までは西工B型。2012年にワンステップバスの三菱ふそう・エアロスター３台を純正車体で導入。2014年9月以降はノンステップバスのいすゞエルガまたは三菱ふそうエアロスターを純正車体で導入。
- 中型車は日産ディーゼルのRM360、いすゞが配置されている。2010年からはいすゞエルガミオが純正車体で導入されている。主に小嶺 - 戸畑・若松線の一部、則松循環線、中間線、竹末線、香月（中間）千代線で使用。一時期黒崎～戸畑・砂津線でも使われていた。2011年に弥生が丘営業所から転入した中型ロングは小嶺 - 戸畑・若松線、竹末線、黒崎 - 戸畑・砂津線、則松循環線で使用していたが、2014年9月までに置き換えられた。
- 小型車は日野・ポンチョが配置されている。則松循環線で使用。

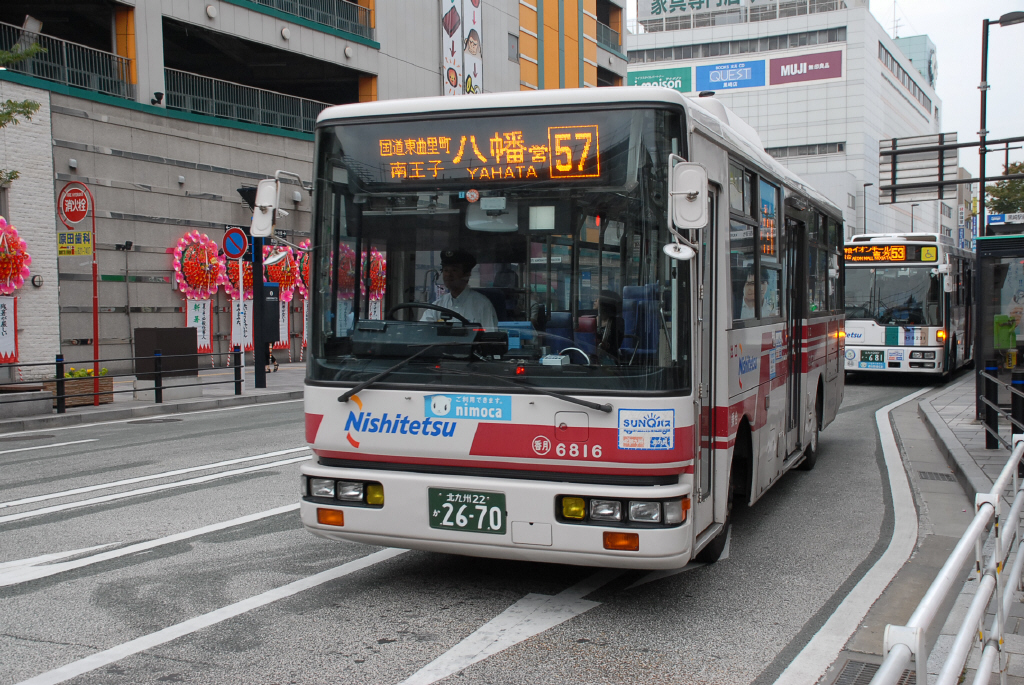
中型車
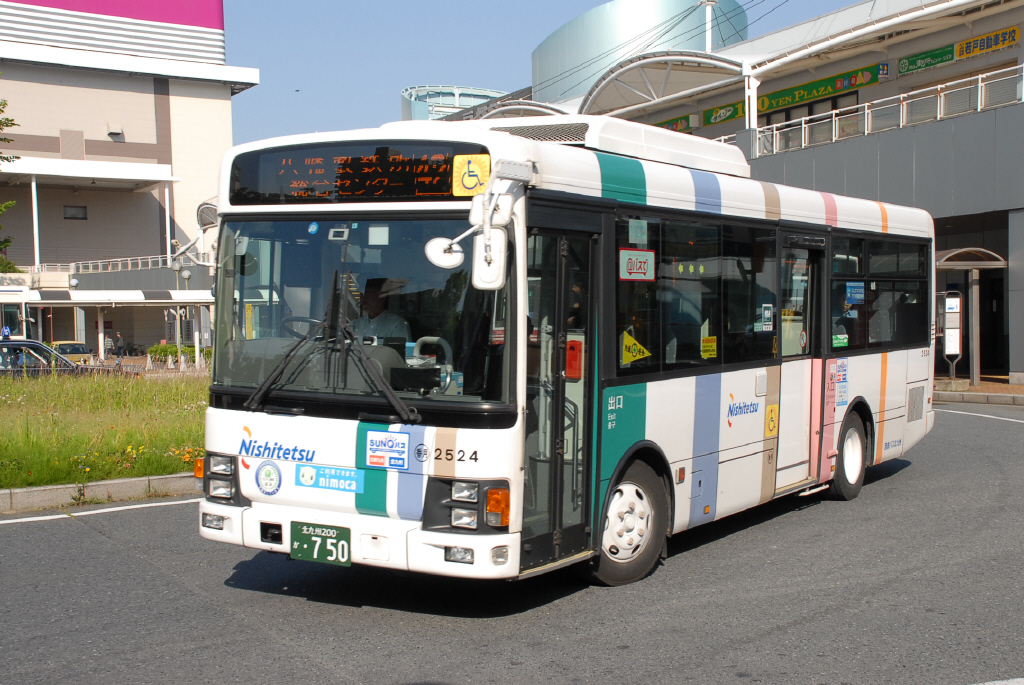
中型車
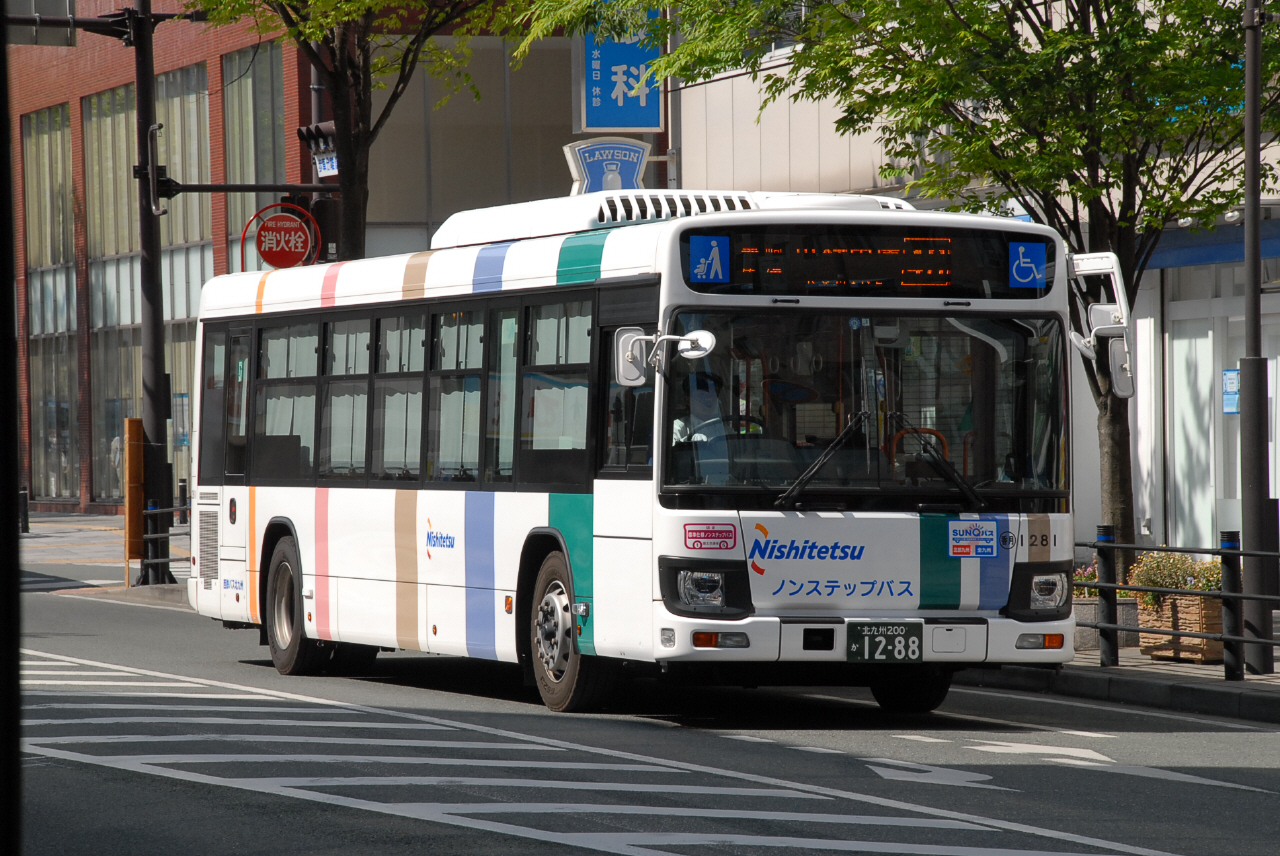
大型車
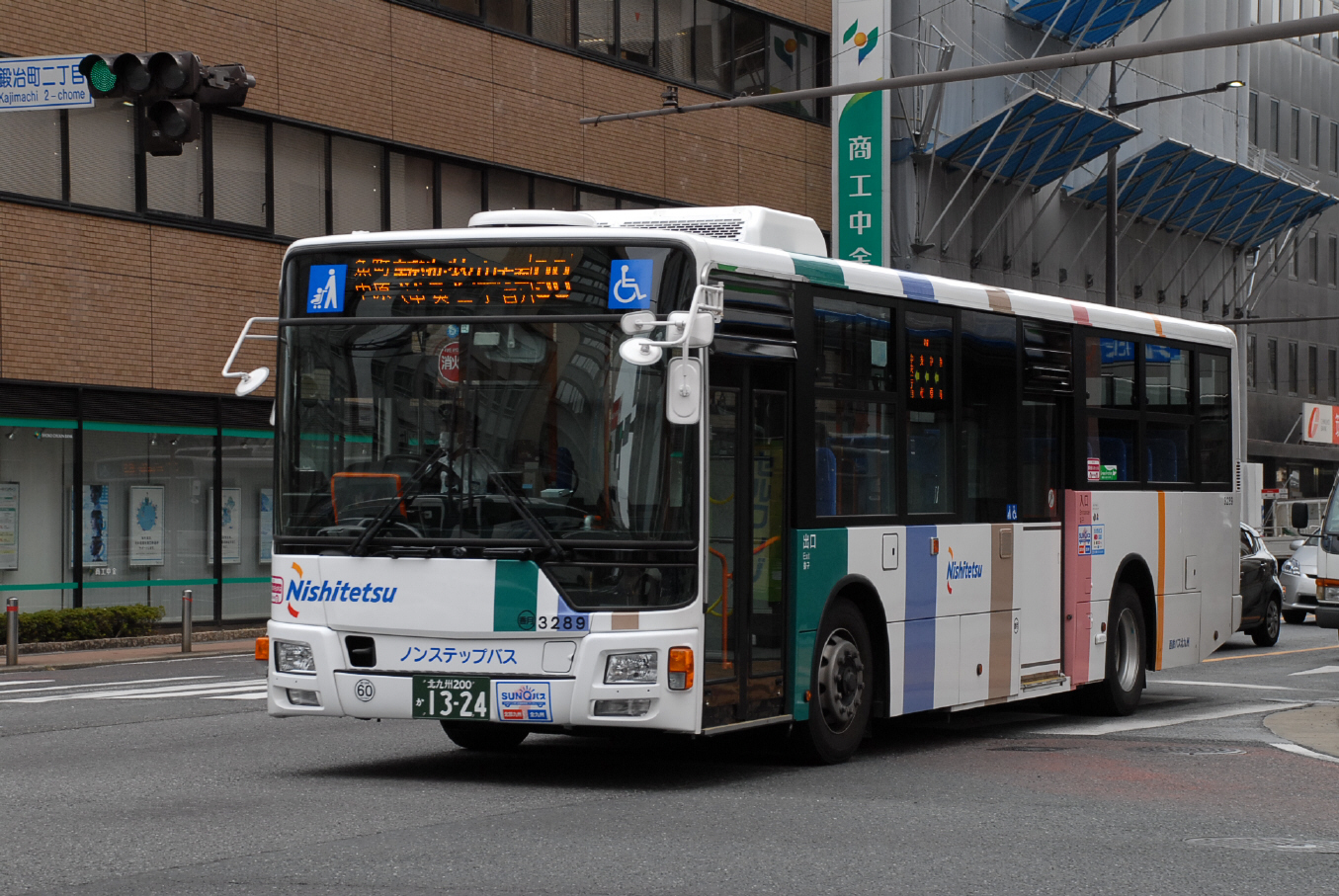
大型車
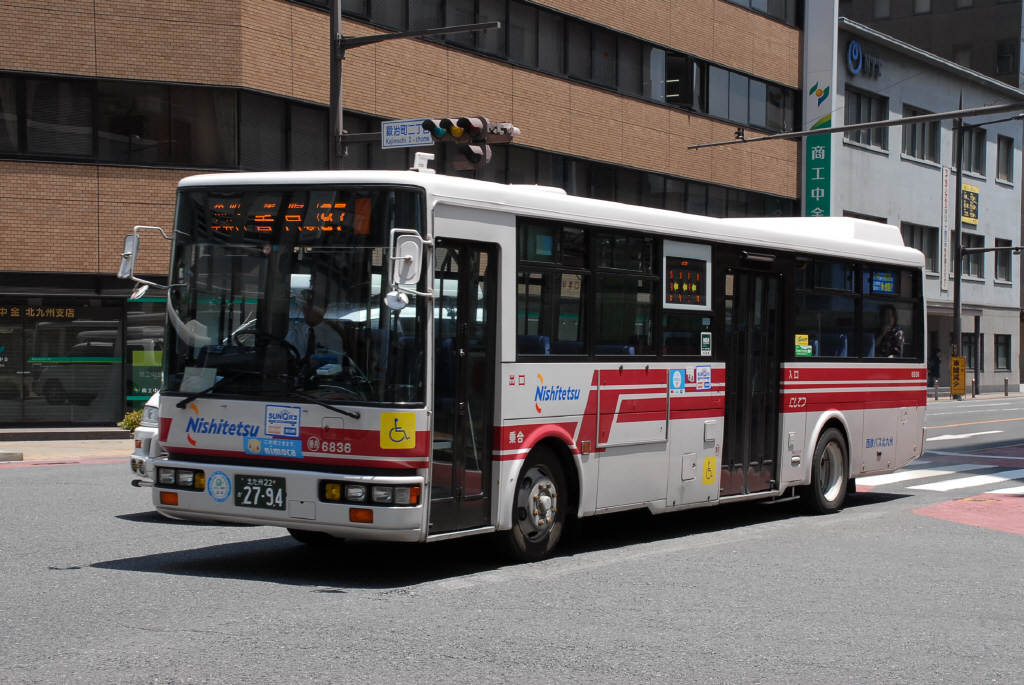
中型ロング
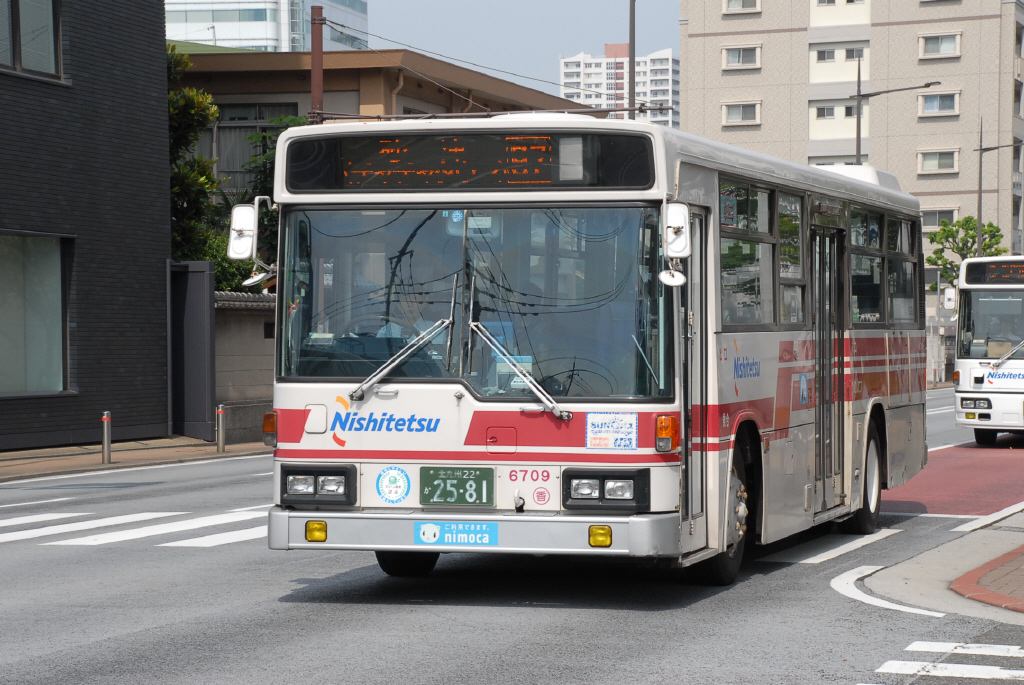
○香表示

高速車
- かつてなかま号用として日産ディーゼル・スペースランナーRA（西工B型）が配置されていたが、その後北九州高速営業所より日野セレガ（純正車体）が転入。日産ディーゼル車2台（うち1台は西鉄バス北九州所有）、日野・セレガ4台が配置されていた。このうち西鉄本体所有はなかま号、西鉄バス北九州所有はヤフオクドーム-黒崎線で使用される。うち西鉄本体所有の日野・セレガ7906が西鉄バス久留米・御井町支社に、残りが西日本鉄道赤間第二自動車営業所へ、日産ディーゼル・スペースランナーRA（西工B型）が西鉄バス北九州・行橋自動車営業所へ転属している。

貸切車

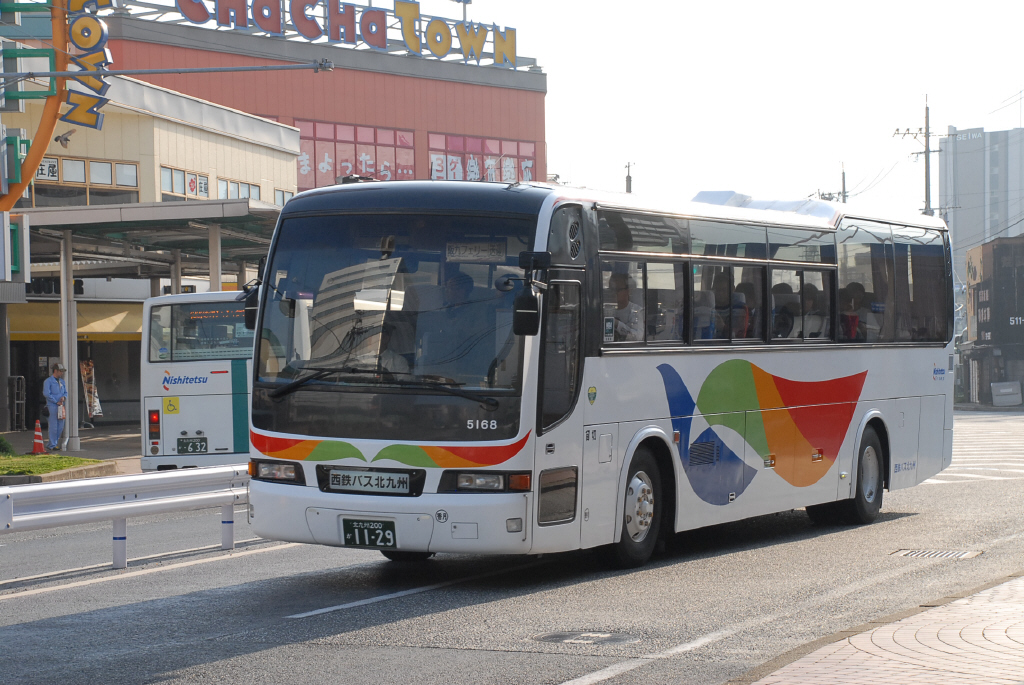
阪九フェリー送迎

- 阪九フェリー送迎日産ディーゼル（西工C型）1台配属されている。